# Lacs Spotted
Pour les articles homonymes, voir Spotted.
Les lacs Spotted (en anglais : Spotted Lakes) sont des lacs américains dans le comté de Madera, en Californie. Ils sont situés à 2 750 mètres d'altitude au sein de la Yosemite Wilderness, dans le parc national de Yosemite.